# Перальта, Орлин
Орлин Орландо Пральта Гонсалес (исп. Orlin Orlando Peralta Gonzáles; родился 12 февраля 1990 года в Гуанаха, Гондурас) — гондурасский футболист, защитник клуба «Вида» и сборной Гондураса. Участник Олимпийских игр в Лондоне.

## Клубная карьера
Перальта начал карьеру в клубе «Вида». 13 сентября 2009 года в матче против «Депортес Савио» он забил свой первый гол за Виду в чемпионате Гондураса. Летом 2013 года Орлин перешёл в Мотагуа. 15 августа в матче против своего бывшего клуба «Виды» он дебютировал за новую команду. В 2014 году в составе «Мотагуа» Перальта стал чемпионом Гондураса. В начале 2017 года он вернулся в «Виду».

## Международная карьера
В 2007 году Орлин в составе юношеской сборной Гондураса принял участие в Чемпионате мира среди юношеских команд в Южной Корее. Летом 2012 года Перальта был включен в заявку олимпийской сборной Гондураса на поездку в Лондон на Олимпийские игры. На турнире он принял участие в матчах против команд Испании, Марокко, Бразилии и Японии.
12 сентября того же года в отборочном матче чемпионата мира 2014 против сборной Кубы Орлин дебютировал за сборную Гондураса, заменив во втором тайме Уилсона Паласиоса.
В 2013 году Перальта принял участие в розыгрыше Золотого кубка КОНКАКАФ. На турнире он сыграл в матче против сборных Тринидада и Тобаго.

## Достижения
Командные
 «Мотагуа»
- Чемпионат Гондураса по футболу — Апертура 2014